# Lista orașelor și comunelor din Turingia
In landul federal Turingia sunt:
- 992 de localități din care sunt:
  - 127 orașe
  - 6 districte urbane
  - 5 orașe districte
  - 865 orașe și comune

## districte urbane
| - Eisenach - Erfurt (Capitala Landului) | - Gera - Jena | - Suhl - Weimar |

## orașe districte
| - Altenburg (Kreisstadt) - Gotha (Kreisstadt) | - Ilmenau - Mühlhausen/Thüringen (Kreisstadt) | - Nordhausen (Kreisstadt) |

## A
| - Abtsbessingen - Ahlstädt - Albersdorf - Alkersleben - Allendorf - Alperstedt - Altenberga - Altenbeuthen - Altenburg (Kreisstadt) - Altenfeld | - Altengottern - Altersbach - Altkirchen - Andenhausen - Andisleben - Angelroda - Anrode - Apfelstädt - Apolda (Kreisstadt) - Arenshausen | - Arnsgereuth - Arnstadt (Kreisstadt) - Artern - Asbach-Sickenberg - Aschenhausen - Aspach - Auengrund - Auerstedt - Auleben - Auma |

### B
| - Bachfeld - Bad Berka - Bad Blankenburg - Bad Colberg-Heldburg - Bad Frankenhausen - Bad Klosterlausnitz - Bad Köstritz - Bad Langensalza - Bad Liebenstein - Bad Lobenstein - Badra - Bad Salzungen (Kreisstadt) - Bad Sulza - Bad Tennstedt - Ballhausen - Ballstädt - Ballstedt - Barchfeld - Bauerbach - Bechstedt - Bechstedtstraß - Behringen - Behrungen - Beichlingen - Beinerstadt - Bellstedt - Belrieth - Bendeleben - Benshausen - Berga/Elster - Berka v. d. Hainich - Berka/Werra | - Berkach - Berlingerode - Berlstedt - Bermbach - Bernterode (bei Heilbad Heiligenstadt) - Bernterode (bei Worbis) - Bethenhausen - Bibra (bei Jena) - Bibra (bei Meiningen) - Bienstädt - Bilzingsleben - Birkenfelde - Birkenhügel - Birx - Bischofferode - Bischofrod - Bischofroda - Blankenberg - Blankenburg - Blankenhain - Blankenstein - Bleicherode - Bobeck - Bocka - Bockelnhagen - Bockstadt - Bodelwitz - Bodenrode-Westhausen - Böhlen - Bollberg - Bornhagen | - Borxleben - Bösleben-Wüllersleben - Bothenheilingen - Brahmenau - Braunichswalde - Braunsdorf - Brehme - Breitenhain - Breitenworbis - Breitungen - Bremsnitz - Bretleben - Brotterode - Bruchstedt - Brüheim - Brünn - Brunnhartshausen - Bucha (bei Jena) - Bucha (bei Ziegenrück) - Büchel - Buchfart - Buchholz - Bufleben - Buhla - Bürgel - Burgk - Burgwalde - Buttelstedt - Buttlar - Buttstädt - Büttstedt |

### C
| - Caaschwitz - Camburg - Christes - Chursdorf | - Clingen - Crawinkel - Creuzburg - Crimla | - Crispendorf - Crossen an der Elster - Cursdorf |

### D
| - Daasdorf a. Berge - Dachwig - Dankmarshausen - Deesbach - Dermbach - Deuna - Diedorf - Dieterode - Dietzenrode-Vatterode - Dillstädt - Dingelstädt | - Dingsleben - Dippach - Dittersdorf - Dobitschen - Döbritschen - Döbritz - Döllstädt - Donndorf - Dornburg/Saale - Dorndorf | - Dorndorf-Steudnitz - Dornheim - Döschnitz - Dragensdorf - Dreba - Dreitzsch - Dröbischau - Drogen - Drognitz - Dünwald |

### E
| - Ebeleben - Ebenheim - Ebenshausen - Eberstedt - Ecklingerode - Eckstedt - Effelder (Eichsfeld) - Effelder-Rauenstein - Ehrenberg - Eichenberg (bei Jena) - Eichenberg (bei Hildburghausen)) - Eichstruth - Eineborn - Einhausen | - Eisenach (kreisfreie Stadt) - Eisenberg (Kreisstadt) - Eisfeld - Elgersburg - Elleben - Ellersleben - Ellingshausen - Ellrich - Elxleben (an der Gera) - Elxleben (Ilm-Kreis) - Emleben - Empfertshausen - Emsetal | - Endschütz - Erbenhausen - Erfurt (Landeshauptstadt) - Ernstroda - Eschenbergen - Esperstedt - Eßbach - Eßleben-Teutleben - Ettenhausen a.d. Suhl - Ettersburg - Etzelsrode - Etzleben - Exdorf |

### F
| - Fambach - Ferna - Finsterbergen - Fischbach/Rhön - Flarchheim - Floh-Seligenthal - Flurstedt - Fockendorf - Föritz - Frankendorf | - Frankenhain - Frankenheim/Rhön - Frankenroda - Frauenprießnitz - Frauensee - Frauenwald - Freienbessingen - Freienhagen - Freienorla - Fretterode | - Friedelshausen - Friedersdorf - Friedrichroda - Friedrichsthal - Friedrichswerth - Friemar - Frohnsdorf - Frömmstedt - Fröttstädt |

### G
| - Gamstädt - Gangloffsömmern - Gauern - Gebesee - Gebstedt - Gefell - Gehlberg - Gehofen - Gehren - Geisa - Geisenhain - Geisleden - Geismar - Georgenthal - Gera (kreisfreie Stadt) - Geraberg - Gerbershausen - Gernrode - Geroda - Gerstenberg - Gerstengrund - Gerstungen - Gerterode - Gertewitz - Geschwenda - Gierstädt - Gillersdorf - Glasehausen - Gleichamberg - Gneus | - Göhren (bei Altenburg) - Göhren-Döhlen - Goldbach - Goldisthal - Göllingen - Göllnitz - Golmsdorf - Gompertshausen - Göpfersdorf - Görkwitz - Görsbach - Gorsleben - Göschitz - Gösen - Gossel - Gössitz - Gößnitz - Gotha (Kreisstadt) - Grabsleben - Gräfenhain - Gräfenroda - Gräfenthal - Graitschen b. Bürgel - Greiz (Kreisstadt) - Greußen - Griefstedt - Grimmelshausen - Grobengereuth - Großbartloff - Großbockedra | - Großbodungen - Großbreitenbach - Großbrembach - Großenehrich - Großengottern - Großensee - Großenstein - Großeutersdorf - Großfahner - Großheringen - Großkochberg - Großlöbichau - Großlohra - Großmölsen - Großmonra - Großneuhausen - Großobringen - Großpürschütz - Großröda - Großrudestedt - Großschwabhausen - Großvargula - Grub - Gumperda - Günserode - Günstedt - Günthersleben-Wechmar - Gutendorf - Guthmannshausen |

### H
| - Hachelbich - Hain - Haina (bei Gotha) - Haina (Südthüringen) - Hainichen - Hainrode - Hainspitz - Hallungen - Hamma - Hammerstedt - Hardisleben - Harra - Harth-Pöllnitz - Hartmannsdorf (bei Eisenberg) - Hartmannsdorf (bei Gera) - Harzungen - Haselbach - Haßleben - Hausen - Haussömmern - Hauteroda - Haynrode - Heichelheim - Heideland - Heilbad Heiligenstadt (Kreisstadt) - Heilingen | - Helbedündorf - Heldrungen - Hellingen - Helmsdorf - Hemleben - Henfstädt - Henneberg - Henschleben - Herbsleben - Heringen/Helme - Hermsdorf - Heroldishausen - Herpf - Herrenhof - Herrmannsacker - Herrnschwende - Herschdorf - Heßles - Hetschburg - Heukewalde - Heuthen - Heyerode - Heyersdorf - Heygendorf - Hilbersdorf | - Hildburghausen (Kreisstadt) - Hildebrandshausen - Hirschberg - Hirschfeld - Hochheim - Hohenfelden - Hohengandern - Hohenkirchen - Hohenleuben - Hohenölsen - Hohenstein - Hohenwarte - Hohes Kreuz - Hohlstedt - Holungen - Holzsußra - Hopfgarten - Hornsömmern - Hörselberg - Hörselgau - Hottelstedt - Hummelshain - Hümpfershausen - Hundeshagen - Hundhaupten |

### I
| - Ichstedt - Ichtershausen - Ifta - Ilfeld | - Ilmenau - Ilmtal - Immelborn | - Ingersleben - Isseroda - Issersheilingen |

### J
| - Jena (kreisfreie Stadt) - Jenalöbnitz - Jonaswalde | - Jüchsen - Jückelberg | - Judenbach - Jützenbach |

### K
| - Kahla - Kalbsrieth - Kallmerode - Kaltenlengsfeld - Kaltennordheim - Kaltensundheim - Kaltenwestheim - Kammerforst - Kamsdorf - Kannawurf - Kapellendorf - Karlsdorf - Katharinenberg - Katzhütte - Kauern - Kaulsdorf - Kefferhausen - Kehmstedt - Keila - Kella - Kiliansroda - Kindelbrück | - Kirchgandern - Kirchheilingen - Kirchheim - Kirchworbis - Kirschkau - Kleinbartloff - Kleinbockedra - Kleinbodungen - Kleinbrembach - Kleinebersdorf - Kleineutersdorf - Kleinfurra - Kleinmölsen - Kleinneuhausen - Kleinobringen - Kleinschwabhausen - Kleinwelsbach - Klettbach - Klettstedt - Klings - Kloster Veßra | - Knau - Ködderitzsch - Kölleda - Königsee - Korbußen - Körner - Kospoda - Kraftsdorf - Kraja - Kranichfeld - Krauthausen - Krautheim - Kreuzebra - Kriebitzsch - Krölpa - Krombach - Kromsdorf - Kühdorf - Kühndorf - Küllstedt - Kutzleben |

### L
| - Laasdorf - Langenleuba-Niederhain - Langenorla - Langenwetzendorf - Langenwolschendorf - Langewiesen - Langula - Laucha - Lauscha - Lausnitz - Lauterbach - Lederhose - Lehesten (Frankenwald) - Lehesten (bei Jena) - Lehnstedt | - Leimbach - Leinatal - Leinefelde-Worbis - Lemnitz - Lengenfeld unterm Stein - Lengfeld - Lenterode - Leutenberg - Leutenthal - Leutersdorf - Lichte - Lichtenhain/Bergbahn - Liebenstein - Liebstedt - Linda b. Neustadt an der Orla | - Linda b. Weida - Lindenkreuz - Lindewerra - Lindig - Lippersdorf-Erdmannsdorf - Lipprechterode - Löberschütz - Löbichau - Lödla - Löhma - Lucka - Luisenthal - Lumpzig - Lunzig - Lutter |

### M
| - Mackenrode - Magdala - Mannstedt - Marisfeld - Marksuhl - Markvippach - Marolterode - Marth - Martinroda (Ilm-Kreis) - Martinroda (bei Vacha) - Masserberg - Mattstedt - Mechelroda - Mechterstädt - Mehmels - Mehna - Meiningen (Kreisstadt) - Mellenbach-Glasbach | - Mellingen - Melpers - Mendhausen - Mengersgereuth-Hämmern - Menteroda - Merkendorf - Merkers-Kieselbach - Mertendorf - Metebach - Metzels - Meura - Meusebach - Meuselbach-Schwarzmühle - Meuselwitz - Miesitz - Mihla - Milda - Milz | - Mittelpöllnitz - Mittelsömmern - Möckern - Mohlsdorf - Möhrenbach - Molschleben - Mönchenholzhausen - Mönchpfiffel-Nikolausrieth - Monstab - Moorgrund - Mörsdorf - Moßbach - Moxa - Mühlberg - Mühlhausen/Thüringen (Kreisstadt) - Mülverstedt - Münchenbernsdorf |

### N
| - Nahetal-Waldau - Nauendorf - Naundorf - Nausitz - Nausnitz - Nazza - Neidhartshausen - Neubrunn - Neudietendorf - Neuengönna - Neugernsdorf - Neuhaus am Rennweg - Neuhaus-Schierschnitz - Neumark | - Neumühle/Elster - Neundorf (bei Lobenstein) - Neundorf (bei Schleiz) - Neunheilingen - Neusiß - Neustadt am Rennsteig - Neustadt an der Orla - Neustadt (Eichsfeld) - Neustadt/Harz - Niederbösa - Niederdorla - Niedergebra - Niederorschel - Niederreißen | - Niederroßla - Niedersachswerfen - Niedertrebra - Niederzimmern - Nimritz - Nirmsdorf - Nöbdenitz - Nobitz - Nöda - Nohra (bei Weimar) - Nohra (Wipper) - Nordhausen (Kreisstadt) - Nordheim - Nottleben |

### O
| - Oberbodnitz - Oberbösa - Oberdorla - Obergebra - Oberhain - Oberheldrungen - Oberhof - Oberkatz - Oberland am Rennsteig - Obermaßfeld-Grimmenthal - Obermehler - Oberoppurg | - Oberreißen - Oberschönau - Oberstadt - Obertrebra - Oberweid - Oberweißbach/Thür. Wald - Oechsen - Oepfershausen - Oettern - Oettersdorf - Ohrdruf | - Olbersleben - Oldisleben - Ollendorf - Oppershausen - Oppurg - Orlamünde - Oßmannstedt - Osthausen-Wülfershausen - Ostramondra - Ottendorf - Ottstedt a. Berge |

### P
| - Paitzdorf - Paska - Pennewitz - Petersberg - Petersdorf - Petriroda - Peuschen - Pfaffschwende | - Pferdingsleben - Pfiffelbach - Piesau - Pillingsdorf - Plaue - Plothen - Pölzig | - Ponitz - Pörmitz - Posterstein - Pößneck - Pottiga - Poxdorf - Probstzella |

### Q
| - Quaschwitz | - Queienfeld | - Quirla |

### R
| - Ramsla - Ranis - Rannstedt - Rastenberg - Rattelsdorf - Rauda - Rauschwitz - Rausdorf - Rehungen - Reichenbach - Reichmannsdorf - Reichstädt - Reinholterode - Reinsdorf - Reinstädt - Reisdorf - Remda-Teichel - Remptendorf - Remstädt | - Renthendorf - Rentwertshausen - Reurieth - Rhönblick - Riethgen - Riethnordhausen - Ringleben (bei Artern) - Ringleben (bei Gebesee) - Rippershausen - Ritschenhausen - Rittersdorf - Rockenstuhl - Rockhausen - Rockstedt - Rodeberg - Rodishain - Rohr - Rohrbach (Weimarer Land) - Rohrbach (bei Saalfeld) | - Rohrberg - Röhrig - Römhild - Ronneburg - Rosa - Rosendorf - Rositz - Roßdorf - Roßleben - Rothenstein - Rottenbach - Rotterode - Rottleben - Rückersdorf - Rudersdorf - Rudolstadt - Ruhla - Rustenfelde - Ruttersdorf-Lotschen |

### S
| - Saalburg-Ebersdorf - Saaleplatte - Saalfeld/Saale (Kreisstadt) - Saalfelder Höhe - Saara (bei Gera) - Saara (bei Schmölln) - Sachsenbrunn - Sachsenhausen - Schachtebich - Schalkau - Scheibe-Alsbach - Scheiditz - Schernberg - Schillingstedt - Schimberg - Schkölen - Schlechtsart - Schlegel - Schleid - Schleifreisen - Schleiz (Kreisstadt) - Schleusegrund - Schleusingen - Schlöben - Schloßvippach - Schlotheim - Schmalkalden - Schmeheim - Schmiedefeld (Lichtetal) - Schmiedefeld am Rennsteig - Schmiedehausen - Schmieritz - Schmölln - Schmorda | - Schömberg - Schöndorf - Schöngleina - Schönhagen - Schönstedt - Schöps - Schwaara - Schwabhausen - Schwallungen - Schwarza - Schwarzbach - Schwarzburg - Schweickershausen - Schweina - Schwerstedt (bei Straußfurt) - Schwerstedt (bei Weimar) - Schwickershausen - Schwobfeld - Seebach - Seebergen - Seega - Seelingstädt - Seisla - Seitenroda - Serba - Sickerode - Siegmundsburg - Silberfeld - Silberhausen - Silbitz - Silkerode - Sitzendorf - Solkwitz - Sollstedt | - Sömmerda (Kreisstadt) - Sondershausen (Kreisstadt) - Sonneberg (Kreisstadt) - Sonneborn - Springstille - Sprötau - Stadtilm - Stadtlengsfeld - Stadtroda - Staitz - Stanau - Starkenberg - St. Bernhard - Steinach - Steinbach (Eichsfeld) - Steinbach (Wartburgkreis) - Steinbach-Hallenberg - Steinheid - Steinheuterode - Steinrode - Steinsdorf - Steinthaleben - Stempeda - Stepfershausen - St. Gangloff - St. Kilian - Stöckey - Straufhain - Straußfurt - Stützerbach - Suhl (kreisfreie Stadt) - Sulza - Sülzfeld - Sundhausen |

### T
| - Tabarz/Thür. Wald - Tambach-Dietharz - Tanna - Tastungen - Tautenburg - Tautendorf - Tautenhain - Tegau - Tegkwitz - Teichwitz - Teichwolframsdorf - Teistungen | - Teutleben - Thalwenden - Themar - Thierschneck - Thonhausen - Thüringenhausen - Tiefenort - Tissa - Tömmelsdorf - Tonna - Tonndorf - Topfstedt | - Tottleben - Treben - Trebra - Treffurt - Triptis - Tröbnitz - Tröchtelborn - Trockenborn-Wolfersdorf - Troistedt - Trügleben - Trusetal - Tüttleben |

### U
| - Uder - Udestedt - Uhlstädt-Kirchhasel - Ummerstadt - Umpferstedt - Unstruttal - Unterbodnitz | - Unterbreizbach - Unterkatz - Untermaßfeld - Unterschönau - Unterweid - Unterweißbach - Unterwellenborn | - Urbach - Urleben - Urnshausen - Utendorf - Uthleben - Utzberg |

### V
| - Vacha - Vachdorf - Veilsdorf - Viernau - Vippachedelhausen | - Vogelsberg - Vogtländisches Oberland - Voigtstedt - Volkerode - Völkershausen | - Volkmannsdorf - Vollenborn - Vollersroda - Vollmershain |

### W
| - Wachsenburggemeinde - Wachstedt - Wahlhausen - Wahns - Waldeck - Wallbach - Walldorf - Walpernhain - Walschleben - Waltersdorf - Waltershausen - Wandersleben - Wangenheim - Warza - Wasserthaleben - Wasungen - Weberstedt - Wehnde - Weida - Weilar - Weimar (kreisfreie Stadt) - Weinbergen - Weingarten - Weira | - Weißbach - Weißenborn (Holzland) - Weißenborn-Lüderode - Weißendorf - Weißensee - Wernburg - Werningshausen - Wernshausen - Werther - Westenfeld - Westgreußen - Westhausen (bei Gotha) - Westhausen (bei Hildburghausen) - Wichmar - Wickerstedt - Wiebelsdorf - Wiegendorf - Wiehe - Wiesenfeld - Wiesenthal - Wildenbörten - Wildenspring - Wildetaube - Wilhelmsdorf | - Willerstedt - Windehausen - Windischleuba - Wingerode - Wintersdorf - Wipfratal - Wipperdorf - Witterda - Wittgendorf - Witzleben - Wohlsborn - Wölferbütt - Wolferschwenda - Wölfershausen - Wölfis - Wolfmannshausen - Wolfsberg - Wolfsburg-Unkeroda - Wolkramshausen - Wundersleben - Wünschendorf/Elster - Wurzbach - Wüstheuterode - Wutha-Farnroda |

### Z
| - Zadelsdorf - Zedlitz - Zella-Mehlis - Zella/Rhön | - Zeulenroda-Triebes - Ziegelheim - Ziegenrück - Zimmern | - Zimmernsupra - Zöllnitz - Zwinge |